# Filomat
Filomat  is een Servisch, aan collegiale toetsing onderworpen open access wetenschappelijk tijdschrift op het gebied van de wiskunde. Het wordt uitgegeven door de Universiteit van Niš. Het eerste nummer verscheen in 1987, destijds onder de naam Zbornik radova Filozofskog fakulteta, serija Matematika.